# Magnus Hirschfeld
Magnus Hirschfeld (Kołobrzeg, 1868. május 14. – Nizza, 1935. május 14.) német orvos, szexológus, melegjogi aktivista.

## Élete
1868-ban született Kolbergben (ma Kołobrzeg) zsidó családba, apja közmegbecsülésnek örvendő orvos volt. 1887-1888-ban Breslauban tanult filozófiát és nyelvészetet, majd 1888 és 1892 között orvostudományt Strasbourgban, Münchenben, Heidelbergben és Berlinben. Rövid újságírói kitérő után természetgyógyászként praktizált. 1896-ban Berlinbe költözött. 1935-ben Nizzában, száműzetésben halt meg.

## Tudományos munkássága
Hirschfeld az 1900-as évek környékén fogalmazza meg a harmadik vagy köztes nem-ről szóló elméletét, amely elgondolása nagyban építkezik Karl Heinrich Ulrichs korábbi munkásságára. Hirschfeld szerint a nők és a férfiak kategóriája mellett létezik egy harmadik is, a szexuális átmenet (sexuelle Zwischenstufen) kategóriája, amelybe a női és férfi homoszexuálisok, a transzvesztiták és a hermafroditák tartoznak. E harmadik kategória tagjai mind fiziológiailag, mint pszichológiailag különböznek a nőktől és a férfiaktól.
Hirschfeld elmélete a kritikák hatására nagyban módosult. Az 1914-ben megjelent A női és férfi homoszexualitás című, több mint ezer oldalas munkájában, amely a mai napig az egyik legrészletesebb homoszexualitással foglalkozó monográfia, már szó sincs köztes nemről. Ennek a munkájának középpontjában a különálló, megváltoztathatatlan szexuális irányultság elképzelése áll: az emberek veleszületett módon lehetnek homoszexuálisok, heteroszexuálisok vagy biszexuálisok. A kötetben, amely több mint 10 000 meleg és leszbikus emberrel készült interjúra épül, egyaránt helyet kap a korabeli homoszexuális szubkultúra anekdotikus leírása, a szexuális aktusokról szóló statisztikák, a homoszexualitás okairól szóló tudományos értekezés, platóni dialógusok elemzése, és a homoszexualitás büntetőjogi üldözésének jogi-szociológiai elemzése.
1919-ben megalapította a Szexuáltudományi Intézetet (Institut für Sexualwissenschaft). Az intézet egyszerre volt oktatóközpont, könyvtár és múzeum, ugyanakkor orvosi tanácsokkal látta el a hozzá fordulókat. A nácik hatalomra jutása után egyik első lépésként, 1933. május 6-án lezajlott pogrom során feldúlták az intézetet és elégették a könyvtár állományát.

## Melegjogi tevékenysége
1896-ban Th. Ramien álnéven röpiratot adott ki a homoszexualitásról. Egy évvel később, 1897-ben Max Spohrral, Eduard Oberggel és Max von Bülow-val együtt megalapították a Tudományos-humanitárius Bizottságot (Wissenschaftlich-humanitäres Komitee, WhK), amelynek célja a homoszexuálisok jogainak megvédése, és a német büntető törvénykönyv 175. paragrafusának eltörlése volt. Az egyesület mottója az „Igazságosság a tudományon keresztül” volt, az alapítók szerint a homoszexualitás jelenségének tudományos megértése csökkentheti a homoszexualitással szembeni ellenérzéseket. Bár sikerült több mint 5000 aláírást összegyűjteniük a 175. paragrafus eltörlése mellett, és a javaslat 1898-ban a Reichstag elé is került, ám nem kapta meg a szükséges támogatást. Bár az 1920-as években a kérdés újra napirendre került, a nácik hatalomra jutása megakadályozta a reform elfogadását.
Hirschfeld 1921-ben kongresszust szervezett a szexuális reformról, amely később a Szexuális Reform Világligája szervezet megalapításához vezetett. A szervezet keretében kongresszusokat tartottak Koppenhágában (1928), Londonban (1929), Bécsben (1930) és Brnóban (1932).
1919-ben közreműködött a Más, mint a többiek (Anders als die Andern) című film forgatókönyvének elkészítésében, és játszott is a filmben. A filmtörténet első meleg témájú filmjének főszerepét Conrad Veidt játszotta, akit a film szerint megzsarol egyik szeretője. A főhős a fizetés helyett az előbújást választja, ezzel azonban elveszíti munkáját, és végül öngyilkosságot követ el.

## Főbb művei
- Sappho und Sokrates (Max Spohr, 1896) („Th. Ramien” álnév alatt)
- Die Transvestiten: Eine Untersuchung über den erotischen Verkleidungstrieb, mit umfangreichem kasuistischem und historischem Material (Alfred Pulvermacher, 1910) ISBN 1591021685
- Die Homosexualität des Mannes und des Weibes (Louis Marcus, 1914) ISBN 3110101300
- Sexualpathologie (Marcus & Weber, 1917)